# Odcisk (geologia)

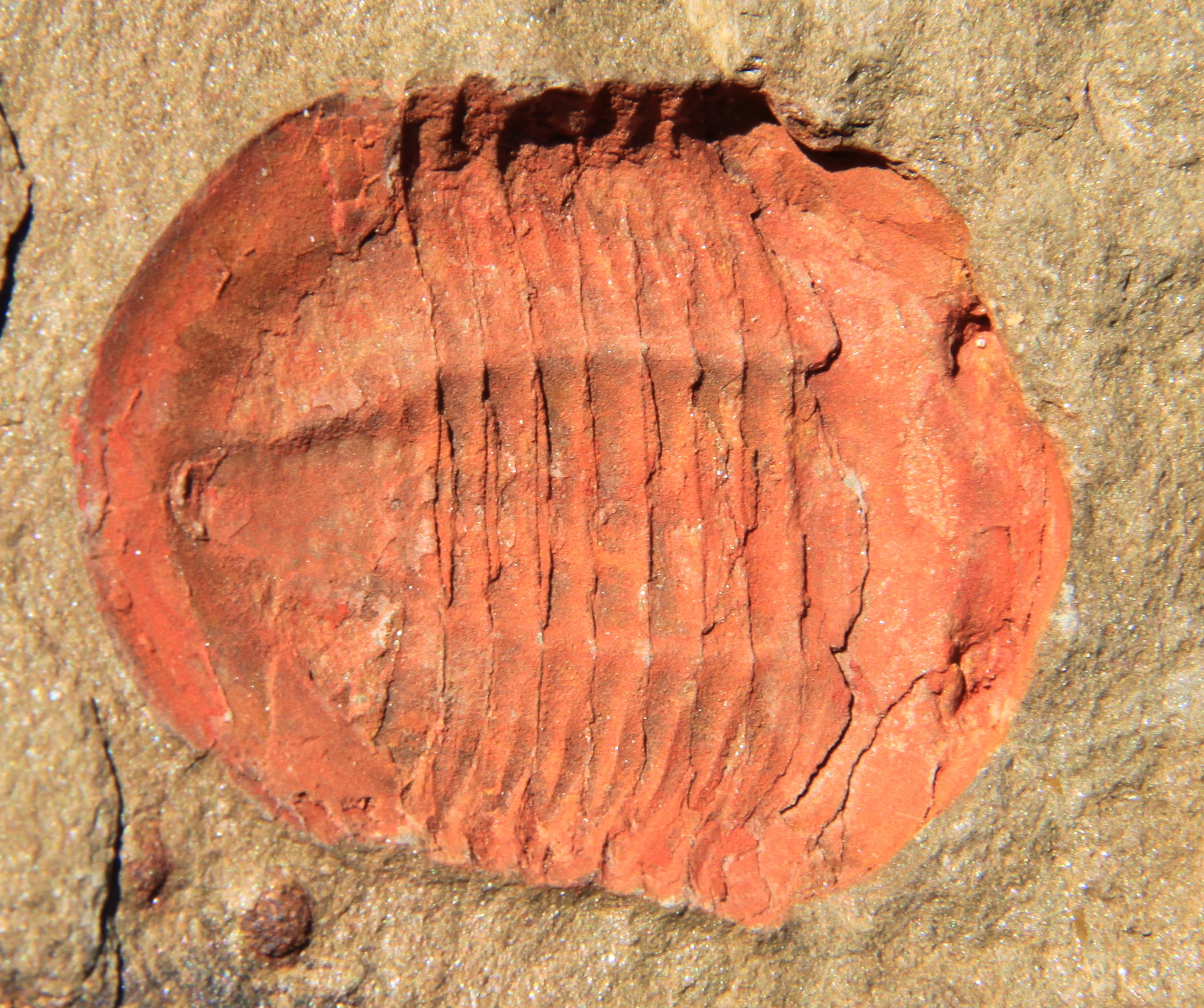
Odcisk trylobita Asaphellus jujuanus, Maroko

Odcisk – typ skamieniałości, będący zachowanym w skale negatywem zewnętrznej powierzchni miękkich i twardych części ciała organizmów, twardych części skamieniałości lub ich ośródek.
Najczęściej w formie odcisków występują skamieniałości roślin, też często skorupki mięczaków, ramienionogów, kolonie graptolitów, rzadziej pancerzyki stawonogów i szkarłupni. W postaci odcisków spotykane są również niektóre ślady poruszania się zwierząt na powierzchni osadu np. tropy dinozaurów oraz przedstawicieli rodzaju Homo i ich przodków.